# FIBA European Championship 1992/93
Die Saison 1992/93 war die 36. Spielzeit der FIBA European Championship, die von der FIBA Europa veranstaltet und bis 1991 als FIBA Europapokal der Landesmeister bezeichnet wurde.
Den Titel gewann zum ersten Mal Limoges CSP aus Frankreich.

## Format

### Teilnehmer
Es nahmen 42 Mannschaften am Wettbewerb teil, darunter der Titelverteidiger aus dem Vorjahr und die Meister sämtlicher nationalen Ligen.
Ligen, die Vertreter im letztjährigen Final Four hatten, durften drei (Italien und Spanien) Mannschaften teilnehmen lassen.

### Modus
- Erste und zweite Runde:
  - Die Sieger der Spielpaarungen der ersten und der zweiten Runde wurden in Hin- und Rückspiel ermittelt. Entscheidend war das gesamte Korbverhältnis beider Spiele. Die Sieger der zweiten Runde erreichten die Gruppenphase, in der 16 Mannschaften um den Einzug ins Viertelfinale kämpften. Direkt für die Gruppenphase qualifiziert war der Titelverteidiger sowie die Meister aus Italien, Jugoslawien und Spanien.
- Gruppenphase, Viertelfinale und Final Four
  - Es wurden zwei Gruppen mit je acht Mannschaften gebildet. Das Format war ein Rundenturnier, jeder spielte zweimal gegen jeden, sodass ein jedes Team 14 Spiele absolvierte. Die jeweils vier Besten jeder Gruppe erreichten das Viertelfinale. Das Viertelfinale wurde im „Best-of-Three“ ausgetragen. Dabei trafen die Gruppenersten auf die Gruppenvierten und die Gruppenzweiten auf die Gruppendritten der jeweils anderen Gruppe. Das erste Spiel fand in der Halle des jeweils schlechter Platzierten statt, dass zweite und falls nötig dritte Spiel in der Halle des Besserplatzierten. Die vier Sieger erreichten das Final Four, aus welchem der Sieger des Wettbewerbs hervorging.

## 1. Runde
- Hinspiele: 10. September 1992
- Rückspiele: 17. September 1992

|                     | Gesamt  |                         | Hinspiel | Rückspiel |
| ------------------- | ------- | ----------------------- | -------- | --------- |
| Žalgiris Kaunas     | 169:177 | Smelt Olimpija          | 80:74    | 89:103    |
| BC Kalev            | 153:154 | Guildford Kings         | 80:75    | 73:79     |
| Efes Pilsen         | 174:123 | Benetton Fribourg       | 91:59    | 83:64     |
| NMKY Helsinki       | 160:152 | Union SPI Basket Flyers | 95:63    | 65:89     |
| ZSKA Moskau         | 174:168 | Commodore Den Helder    | 95:94    | 79:74     |
| BBC Etzella         | 130:218 | Benfica Lissabon        | 72:113   | 58:105    |
| Scania Södertälje   | 169:190 | Maes Pils Mechelen      | 86:93    | 83:97     |
| Partizani Tirana    | 133:232 | ZSKA Sofia              | 75:107   | 58:125    |
| BK Dinamo Tiflis    | 180:237 | Śląsk Wrocław           | 85:124   | 95:113    |
| Universitatea Cluj  | 146:188 | USK Prag                | 59:85    | 87:103    |
| ZTE Heraklith       | 154:185 | BK Budiwelnyk Kiew      | 79:86    | 75:99     |
| Keflavík ÍF         | 191:256 | Bayer 04 Leverkusen     | 100:130  | 91:126    |
| Pezoporikos Larnaka | 130:211 | PAOK Thessaloniki       | 61:104   | 69:107    |

## 2. Runde
- Hinspiele: 1. Oktober 1992
- Rückspiele: 8. Oktober 1992

|                        | Gesamt  |                        | Hinspiel | Rückspiel |
| ---------------------- | ------- | ---------------------- | -------- | --------- |
| ZSKA Sofia             | 151:200 | Real Madrid            | 73:103   | 78:97     |
| Śląsk Wrocław          | 154:195 | Scavolini Pesaro       | 72:91    | 82:104    |
| USK Prag               | 152:175 | Estudiantes Argentaria | 84:99    | 68:76     |
| BK Budiwelnyk Kiew     | 165:210 | Knorr Bologna          | 80:114   | 85:96     |
| Bayer 04 Leverkusen    | 245:191 | ASK Brocēni            | 126:103  | 119:88    |
| KK Roter Stern Belgrad | 1       | PAOK Thessaloniki      | —        | —         |
| Smelt Olimpija         | 166:176 | Olympiakos Piräus      | 85:88    | 81:88     |
| Guildford Kings        | 129:143 | Limoges CSP            | 72:72    | 57:71     |
| Efes Pilsen            | 120:131 | EB Pau-Orthez          | 65:67    | 55:64     |
| NMKY Helsinki          | 175:192 | KK Cibona Zagreb       | 87:83    | 88:109    |
| ZSKA Moskau            | 173:174 | KK Zadar               | 95:86    | 78:88     |
| Benfica Lissabon       | 156:189 | Maccabi Elite Tel Aviv | 75:89    | 81:100    |
| Hapoel Tel Aviv        | 164:170 | Maes Pils Mechelen     | 88:80    | 76:90     |

## Gruppenphase
Bei Punktgleichheit zweier oder dreier Teams entschied nicht das Korbverhältnis, sondern der direkte Vergleich untereinander.
| - 1. Spieltag: 29. Oktober 1992 - 2. Spieltag: 5. November 1992 - 3. Spieltag: 26. November 1992 - 4. Spieltag: 3. Dezember 1992 - 5. Spieltag: 10. Dezember 1992 - 6. Spieltag: 17. Dezember 1992 - 7. Spieltag: 7. Januar 1993 | - 8. Spieltag: 14. Januar 1993 - 9. Spieltag: 21. Januar 1993 - 10. Spieltag: 28. Januar 1993 - 11. Spieltag: 4. Februar 1993 - 12. Spieltag: 11. Februar 1993 - 13. Spieltag: 18. Februar 1993 - 14. Spieltag: 25. Februar 1993 |

### Gruppe A
| Team                      | Sp | S | N | P+  | P-   |
| ------------------------- | -- | - | - | --- | ---- |
| 1. PAOK Thessaloniki      | 12 | 8 | 4 | 879 | 839  |
| 2. Limoges CSP            | 12 | 7 | 5 | 816 | 757  |
| 3. Scavolini Pesaro       | 12 | 7 | 5 | 887 | 877  |
| 4. Knorr Bologna          | 12 | 6 | 6 | 938 | 893  |
| 5. Joventut de Badalona   | 12 | 6 | 6 | 945 | 946  |
| 6. KK Cibona Zagreb       | 12 | 5 | 7 | 909 | 976  |
| 7. Maccabi Elite Tel Aviv | 12 | 3 | 9 | 934 | 1020 |

|          | PAOK  | Limoges | Pesaro | Bologna | Badalona | Zagreb | Tel Aviv |
| -------- | ----- | ------- | ------ | ------- | -------- | ------ | -------- |
| PAOK     | *     | 67:57   | 69:65  | 64:62   | 83:81    | 81:67  | 78:63    |
| Limoges  | 60:58 | *       | 61:47  | 63:76   | 65:73    | 83:52  | 75:63    |
| Pesaro   | 80:70 | 61:76   | *      | 83:80   | 81:80    | 74:68  | 90:70    |
| Bologna  | 64:75 | 70:67   | 71:73  | *       | 95:85    | 109:69 | 90:71    |
| Badalona | 84:71 | 62:78   | 68:67  | 81:73   | *        | 86:82  | 82:80    |
| Zagreb   | 82:66 | 58:62   | 76:75  | 71:82   | 84:81    | *      | 90:88    |
| Tel Aviv | 85:81 | 70:69   | 88:91  | 80:82   | 87:82    | 89:110 | *        |

### Gruppe B
| Team                      | Sp | S  | N  | P+   | P-   |
| ------------------------- | -- | -- | -- | ---- | ---- |
| 1. Real Madrid            | 14 | 12 | 2  | 1181 | 1031 |
| 2. Benetton Treviso       | 14 | 10 | 4  | 1127 | 1073 |
| 3. Olympiakos Piräus      | 14 | 8  | 6  | 1057 | 1023 |
| 4. EB Pau-Orthez          | 14 | 8  | 6  | 1113 | 1100 |
| 5. Bayer 04 Leverkusen    | 14 | 8  | 6  | 1099 | 1105 |
| 6. KK Zadar               | 14 | 5  | 9  | 1096 | 1198 |
| 7. Estudiantes Argentaria | 14 | 4  | 10 | 1132 | 1131 |
| 8. Maes Pils Mechelen     | 14 | 1  | 13 | 1092 | 1236 |

|             | Madrid      | Treviso | Piräus      | Orthez      | Leverkusen | Zadar  | Estudiantes | Mechelen      |
| ----------- | ----------- | ------- | ----------- | ----------- | ---------- | ------ | ----------- | ------------- |
| Madrid      | *           | 83:51   | 92:74       | 85:71       | 79:75      | 105:76 | 73:69       | 93:76         |
| Treviso     | 65:66       | *       | 75:67       | 84:65       | 98:71      | 92:71  | 77:60       | 113:95        |
| Piräus      | 63:62       | 91:86   | *           | 93:96 n. V. | 79:63      | 75:61  | 73:66       | 79:60         |
| Orthez      | 67:70       | 82:55   | 64:65       | *           | 82:85      | 85:75  | 71:68       | 107:103 n. V. |
| Leverkusen  | 91:106      | 80:82   | 66:63 n. V. | 73:78       | *          | 79:72  | 92:80       | 78:63         |
| Zadar       | 92:90       | 73:77   | 86:77       | 89:86       | 71:77      | *      | 106:89      | 77:67         |
| Estudiantes | 71:79       | 85:86   | 80:73       | 82:84       | 83:92      | 106:72 | *           | 100:68        |
| Mechelen    | 90:98 n. V. | 84:86   | 66:85       | 73:75       | 69:77      | 93:75  | 85:93 n. V. | *             |

## Viertelfinale
- 1. Spiel: 11. März 1993
- 2. Spiel: 16. März 1993
- 3. Spiel: 18. März 1993

|                                     | Serie | 1      | 2      | 3     |
| ----------------------------------- | ----- | ------ | ------ | ----- |
| EB Pau-Orthez – PAOK Thessaloniki   | 0:2   | 86:103 | 65:81  | —     |
| Olympiakos Piräus – Limoges CSP     | 1:2   | 70:67  | 53:59  | 58:60 |
| Knorr Bologna – Real Madrid         | 0:2   | 56:76  | 58:79  | —     |
| Scavolini Pesaro – Benetton Treviso | 1:2   | 94:92  | 94:101 | 58:77 |

## Final Four

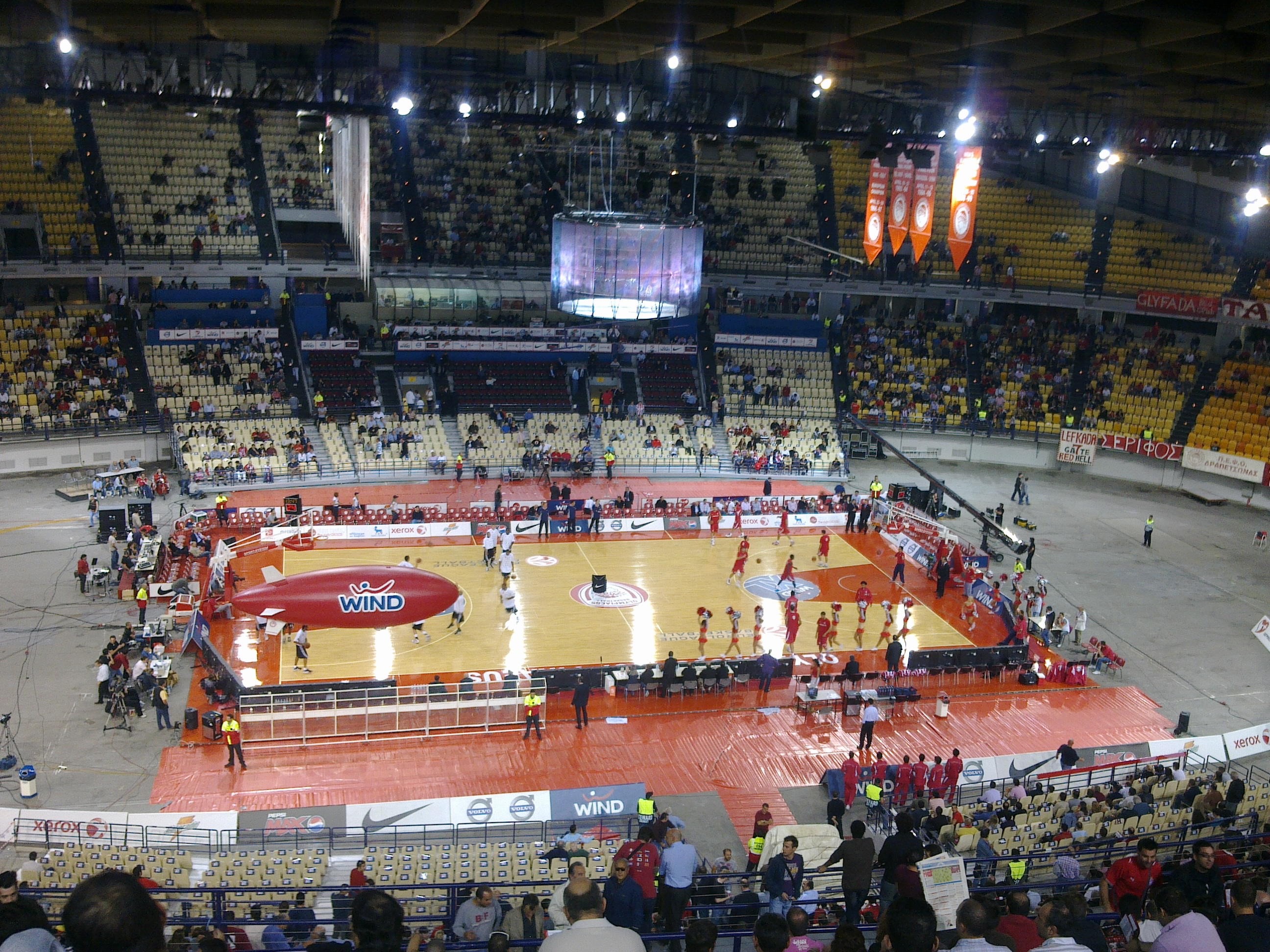
Stadion des Friedens und der Freundschaft

Das Final Four fand vom 13. bis 15. April 1993 im Stadion des Friedens und der Freundschaft in Athen, Griechenland, statt.

### Halbfinale
Die Halbfinalspiele fanden am 13. April 1993 statt.
|                   | Ergebnis |                  |
| ----------------- | -------- | ---------------- |
| Real Madrid       | 52:62    | Limoges CSP      |
| PAOK Thessaloniki | 77:79    | Benetton Treviso |

### Spiel um Platz 3
Das Spiel um Platz 3 fand am 15. April 1993 statt.
|             | Ergebnis |                   |
| ----------- | -------- | ----------------- |
| Real Madrid | 70:76    | PAOK Thessaloniki |

### Finale
| Paarung          | Benetton Treviso – Limoges CSP |
| Ergebnis         | 55:59 |
| Datum            | 15. April 1993 |
| Halle            | Stadion des Friedens und der Freundschaft, Athen |
| Zuschauer        | 8.500 |
| Benetton Treviso | Marco Mian 5 Punkte, Terry Teagle 19, Toni Kukoč 14, Alberto Vianini 2, Stefano Rusconi 13, Massimo Iacopini 2, Nino Pellacani, Germán Scarone Trainer: Petar Skansi |
| Limoges CSP      | Jurij Zdovc 9, Jimmy Vérove 3, Michael Young 18, Jim Bilba 15, Willie Redden 6, Frédéric Forte 4, Richard Dacoury 3, Franck Butter 1 Trainer: Božidar Maljković      |

### Auszeichnungen

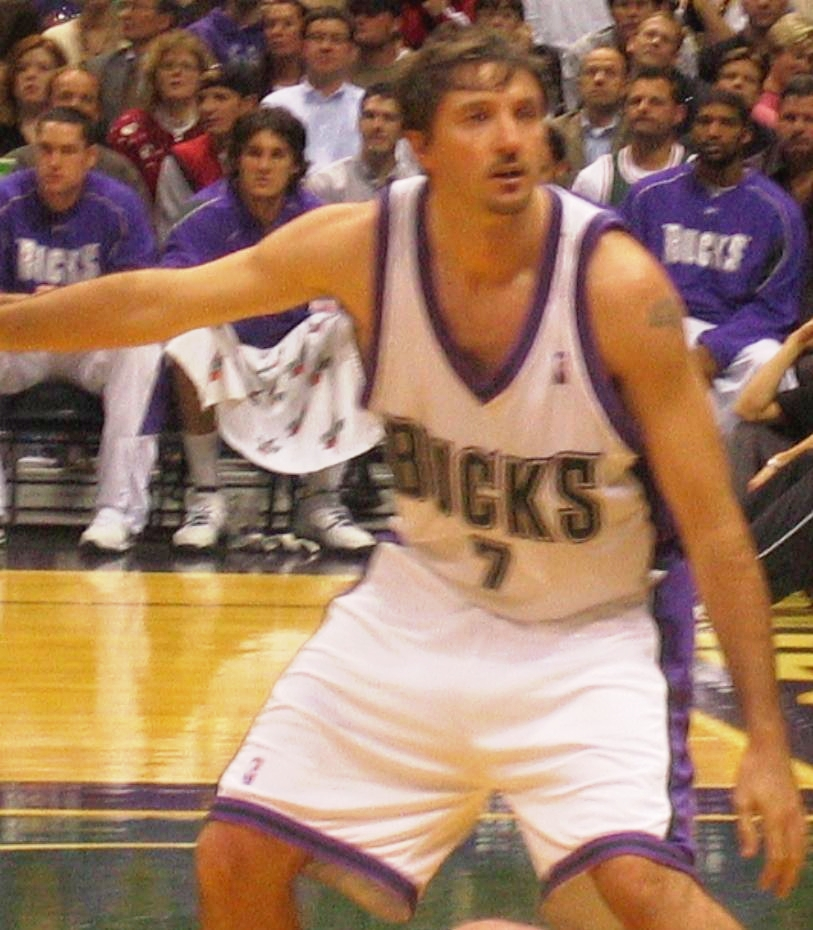
Final Four MVP: Toni Kukoč

#### Alphonso Ford Top Scorer Trophy (Topscorer Saison)
- Zdravko Radulović (KK Cibona Zagreb)

#### Final FourMVP
- Toni Kukoč (Benetton Treviso)

#### Topscorer des Endspiels
- Terry Teagle (Benetton Treviso): 19 Punkte

#### All-Final Four Team
- John Korfas (PAOK Thessaloniki)
- Jurij Zdovc (Limoges CSP)
- Toni Kukoč (Benetton Treviso)
- Cliff Levingston (PAOK Thessaloniki)
- Stefano Rusconi (Benetton Treviso)